# Rerekapa Falls
Die Rerekapa Falls sind ein Wasserfall im Moki Forest in der Region Taranaki auf der Nordinsel Neuseelands. Er liegt im Lauf des Waitara River. Seine Fallhöhe beträgt etwa 13 Meter. Die Mount Damper Falls liegen nur wenige Kilometer nordöstlich von ihm.
Vom Parkplatz an der zur Ortschaft Tahora gehörenden Mangapapa Road ist der Wasserfall über den Rerekapa Track in einer Gehzeit von etwa 45 Minuten erreichbar.